# Magyarország és Szerbia kapcsolatai
Magyarország és Szerbia kapcsolatai Magyarország és a Szerb Köztársaság (szerbül cirill írással Република Србија, latin írással Republika Srbija) közti kétoldalú, elsősorban diplomáciai de gazdasági és kulturális kapcsolatokat is jelenti. A két nép között évezredes a kapcsolat, az Osztrák–Magyar Monarchia és a Szerb Királyság között az utóbbi kikiáltása, vagyis 1882. március 6., a két ország – mint önálló entitás – között 2006. június 3. óta létezik diplomáciai kapcsolat.
 Magyarország és Szerbia egymással szomszédos országok, melyeknek, 175 kilométer hosszú közös határuk van. A két nép évezredes egymás mellett élése, és a határok változása folytán a két mai entitás területén jelentős számú nemzeti kisebbség él. Magyarország területén 2011-ben 3 316 szerb élt, míg Szerbia területén ugyanekkor 251 136 magyar.

## Történelmi és politikai kapcsolatok

### Előzmények
Szerbia a középkorban 1190-től fejedelemségként, majd 1217-től Szerb Királyság néven alkotott önálló országot. Ebben az időben még az uralkodói családi kapcsolatok révén is szoros viszony alakult ki a szerbek és magyarok között: V. István magyar király lánya Dragutin István szerb királyhoz ment feleségül 1269 körül, őt Magyarországi Katalin szerb királyné néven ismerik. Az 1389-es rigómezei csata során a szerbek elvesztették területeiket, az Oszmán Birodalom megszállta az országot. Ekkor kezdődött meg a szerbek betelepülése – menekülése – Magyarországra. A 17. századi nemzetközi összefogás eredményeként – mely időszakban Magyarország is megszabadult a török igától – Szkopjéig visszafoglalták a területeket, azonban az európai politikai helyzet és a török ellentámadás miatt ismét hátrálni kellett. Ekkor érkezett jelentős számú menekült az osztrák befolyás alatt álló Magyarország területére, akik számára I. Lipót magyar király a jogaikat biztosító diplomát is kiállított 1690-ben. Ez volt az úgynevezett nagy szerb kivándorlás  Magyarországra.

„Szerbia s Magyarország érdeke oly szorosan összefonódik, hogy akár akarjuk, akár nem, barátokká kell lennünk.”

írta Széchenyi István első aldunai útját követően 1830-ban. Széchenyi a Duna hajózhatóvá tételével kívánta megvalósítani gazdaságélénkítő elképzeléseit, melyhez Miloš Obrenović akkori fejedelem őszinte támogatását is elnyerte. Szerbiának ebben az időben a török és orosz nagyhatalmi érdekek közt lavírozva kellett megtalálnia az utat önállósága megtartásához és a fejlődéshez. Széchenyi érdemének tudható, hogy a korabeli közvélemény figyelmét felkeltette Szerbia iránt, olyannyira, hogy számos más lap mellett a Magyar Tudós Társaság  (a későbbi Magyar Tudományos Akadémia) Tudománytár című folyóirata is komoly cikkeket közölt Szerbia irodalmi fejlődéséről, gazdasági haladásáról, népi mozgalmairól és néprajzáról.

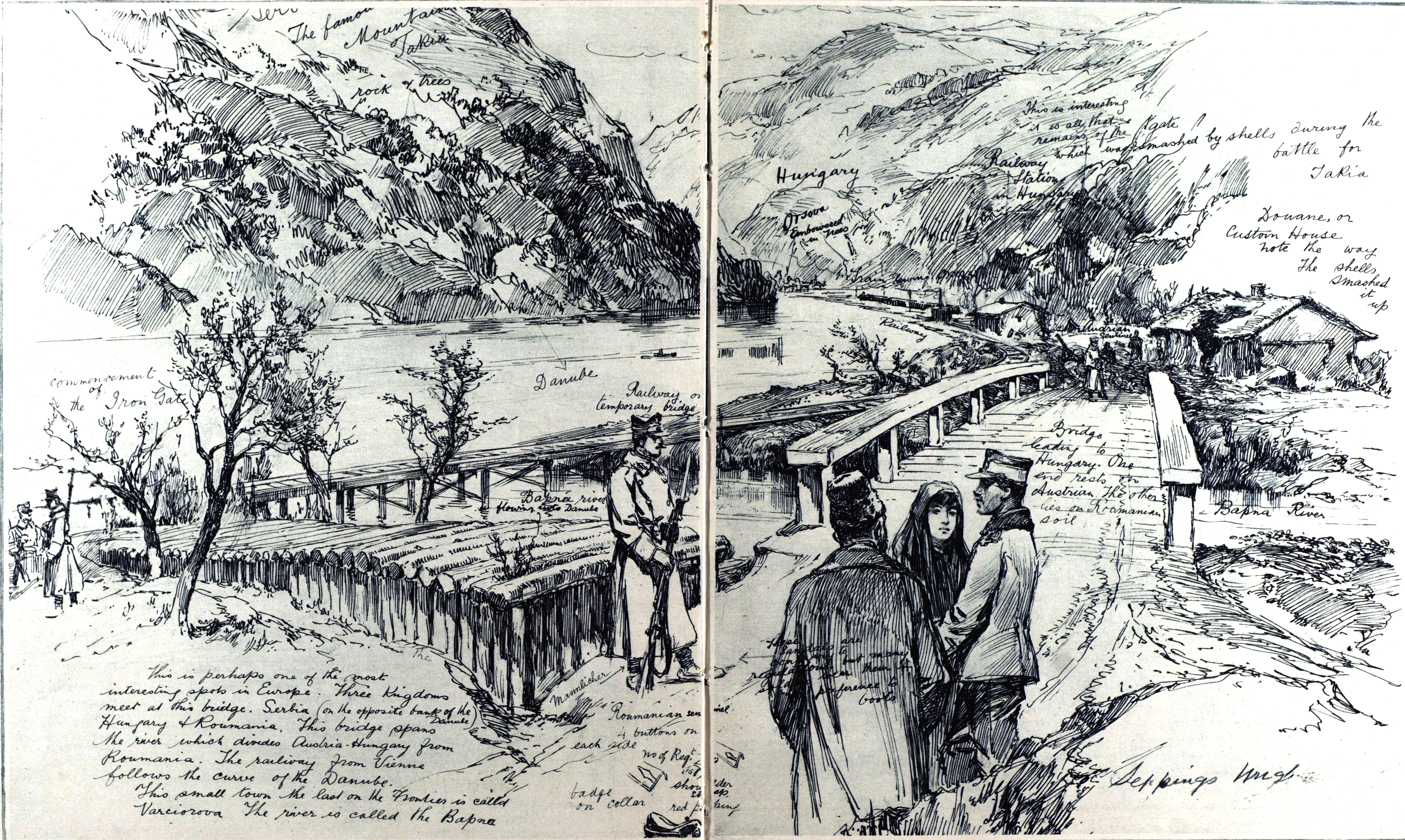
A szerb-román-magyar határ a Vaskapu-szorosnál 1916-ban

Az 1848–49-es forradalom és szabadságharc során a szerbség mindkét fél oldalán képviseltette magát. A szabadságharc magyar honvédei között éppúgy találunk szerb nemzetiségűeket, mint a császár oldalán. Legismertebb képviselőik talán Damjanich János (Jovan Damjanić) a magyar, és Jellacsics József Josip Jelačić az osztrák oldalon. A szabadságharc időszakát Andrija Radenić szerb történész három szakaszra bontja: 1848 márciusától májusáig a feudalizmus felszámolásáért vívott közös harc érdekében még együttműködés jellemezte a magyar-szerb kapcsolatokat. Az 1848 tavaszán Karlócán tartott szerb kongresszusok egy független szerb vajdaság felállítását követelték, melynek kivívása érdekében kitört a magyarok elleni délvidéki szerb felkelés. 1848 őszétől pedig kialakul a magyarok elleni szerb-osztrák szövetség. Miután azonban a szerb függetlenséget az osztrákok sem támogatták, ismét megindultak a magyar-szerb tárgyalások: Ðorđe Stratimirović a szerb fegyveres ellenállás katonai vezetője a magyarokhoz való átállását ajánlotta fel, amennyiben a Szerb Vajdaságot a kormány létrehozza, azonban a Batthyány-kormány bár kulturális autonómiát és a katonai határőrvidék polgárosítását is kilátásba helyezte, az ország területi egységét nem kívánta feladni, így megegyezés nem született. A magyar kormány Csernovics Péter személyében délvidéki királyi biztost nevezett ki a szerbekkel való tárgyalásokra, akinek azonban erélytelen fellépése nem tudta megakadályozni a konfliktus kialakulását.
A Szerb Királyság 1882-ben jött létre. Magyarország ebben az időben az Osztrák–Magyar Monarchia része volt, külpolitikáját az osztrák érdekek szerint Ausztria képviselte. A monarchia a szerb–bolgár háborúban a szerbek mellett foglalt állást, s a lehetséges osztrák beavatkozás a bolgárokat visszavonulásra kényszerítette, s a háború 1886-os lezárásához vezetett. A viszonyt azonban később rontotta, sőt, végzetes pályára állította Bosznia annexiója, vagyis, hogy a monarchia 1908-ban annektálta az 1876 óta felügyelete alá tartozó Bosznia-Hercegovinát, a soknemzetiségű területet. 1914-ben a szarajevói merénylet során lelőtték Habsburg–Lotaringiai Ferenc Ferdinánd osztrák–magyar trónörököst, melynek hatására az Osztrák–Magyar Monarchia hadat üzent Szerbiának. A háború eredménye közismert, 1918. december 1-jén a Szerb Királyság egyesült Horvátországgal és a szlovén területekkel, s kikiáltották a Szerb-Horvát-Szlovén Királyságot. Mint háborús győztes, jelentős magyarlakta területekkel gazdagodott az új entitás, a trianoni békeszerződés jóvoltából a Vajdaság is odakerült.

### Az első világháborút követő időszak (1918-1929)
Az új délszláv ország a monarchia szétesését követően Magyar Királyság néven létrejött szintén új állammal szembenállva az úgynevezett kisantant tagjaként ellenséges politikát folytatott. Magyarország pedig a területi revizionizmus ethoszában folytatta külpolitikáját a Horthy-korszakban. Ugyanez volt azonban a diplomáciai kapcsolatok felvételének időszaka is: Szerbia budapesti követsége 1919-ben nyílt, az első tapasztalt diplomata 1920-ban foglalta el helyét:, a volt hágai követ, Milan Milojević lett a Szerb–Horvát–Szlovén Királyság képviselője, aki négy évig volt budapesti szolgálati helyén. Magyarország belgrádi nagykövetsége 1919 utolsó napjaiban nyílt: december 17-én utazott oda Wodianer Rezső követünk.
1921-ben Szerbia létrehozta pécsi székhellyel a Baranya–bajai Szerb–Magyar Köztársaságot, mely a szerb megszállás alatt álló, de nem Szerbiának ítélt területet fedte le. A jórészt baloldaliak által alapított államocska lényegében nyolc napig létezett, ezt követően a szerb hadsereg kivonult, Horthy Miklós pedig visszacsatolta Magyarországhoz a területet.

### Jugoszlávia megalakulása utáni időszak (1929-1945)

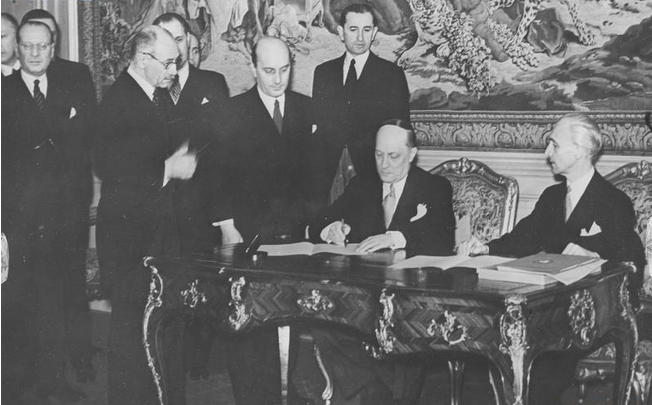
A jugoszláv-magyar örök barátsági szerződés aláírása 1941-ben

Az ország nemzetiségi feszültségei hatására I. Sándor jugoszláv király 1929. január 6-án felfüggesztette a törvényhozást és bevezette a királyi diktatúrát, az ország nevét pedig Jugoszláv Királyságra változtatta. Bár a két ország érdekei sok tekintetben eltértek egymástól, külpolitikai orientációjuk sem ugyanabba az irányba mutatott, mégis a viszonyok javulni kezdtek. 1940 decemberében aláírták a magyar–jugoszláv örök barátsági egyezményt. 1940 márciusában Jugoszlávia csatlakozott a német-olasz-japán háromhatalmi egyezményhez, így lényegében egy szövetségi táborba került Magyarországgal. Másnap azonban egy németellenes puccs eltávolította Dragiša Cvetković kormányát, Jugoszlávia német megtámadása nem volt kétséges. 1941. április 6-án a Harmadik Birodalom magyar területeken átvonulva megkezdte a támadást Jugoszlávia ellen, április 10-én elfoglalták Zágrábot és Horvátország kikiáltotta a függetlenségét. Ezt követően – arra hivatkozva, hogy az a Jugoszlávia, mellyel Magyarország a barátsági szerződést korábban megkötötte, már nem létezik – a 3. magyar hadsereg is megkezdte megszálló hadműveleteit Jugoszlávia területén. Magyarország szerepének megítélését tovább rontja az 1942-ben elkövetett Újvidéki vérengzés amikor magyar rendvédelmi alakulatok a szerb és zsidó lakosság körében követtek el tömeggyilkosságot. Erre mintegy válaszol, 1944-45 telén a vajdasági szerbek által létrehozott népőrség kezdett tisztogató akcióba az ott élő magyar és német ajkú lakosság ellen, mely délvidéki vérengzések néven vonult a történelembe.

### A szocialista korszak (1945-1990)
A második világháború kimenetele ismert. Jugoszláviát elsősorban Josip Broz Tito partizánjai szabadították fel, így a háború után is kedvezőbb pozíciót foglalt el az ország a szövetségesek és a Szovjetunió közti felosztási elképzelésekben. A Demokratikus Föderatív Jugoszláv Köztársaság már 1943-ban megalakult, Szerbia mint szocialista népköztársaság volt e föderatív állam része. Magyarország 1947 elején küldött ismét követet Jugoszláviába, de 1948-ban a Rákosi-korszak kezdetén elhidegült a két ország viszonya, Titot mintegy kiközösítette a szocialista tábor a szocializmus építésében képviselt alternatív elképzelései miatt. 1949 és 1953 között Magyarországnak követe sem volt Jugoszláviában. a diplomáciai kapcsolatok csak 1953-ra rendeződtek, a külképviseletet 1956. október 3-án emelték nagykövetségi rangra. Ettől kezdve a két ország kapcsolata viszonylag kiegyensúlyozott volt. Jugoszlávia 1974-ben elfogadott új alkotmányában két, szinte tagköztársasági jogokkal bíró autonóm területet ismert el: a Vajdaságot és Koszovót. Ez a preambulum rendelkezett számos ügyben, így az anyanyelvhasználat, oktatás, kultúra, szervezetalapítás, alkotmányos védelem kérdéseiben, ami a vajdasági magyarok számára sok tekintetben könnyebbséget jelentett.

### A rendszerváltozás utáni időszak

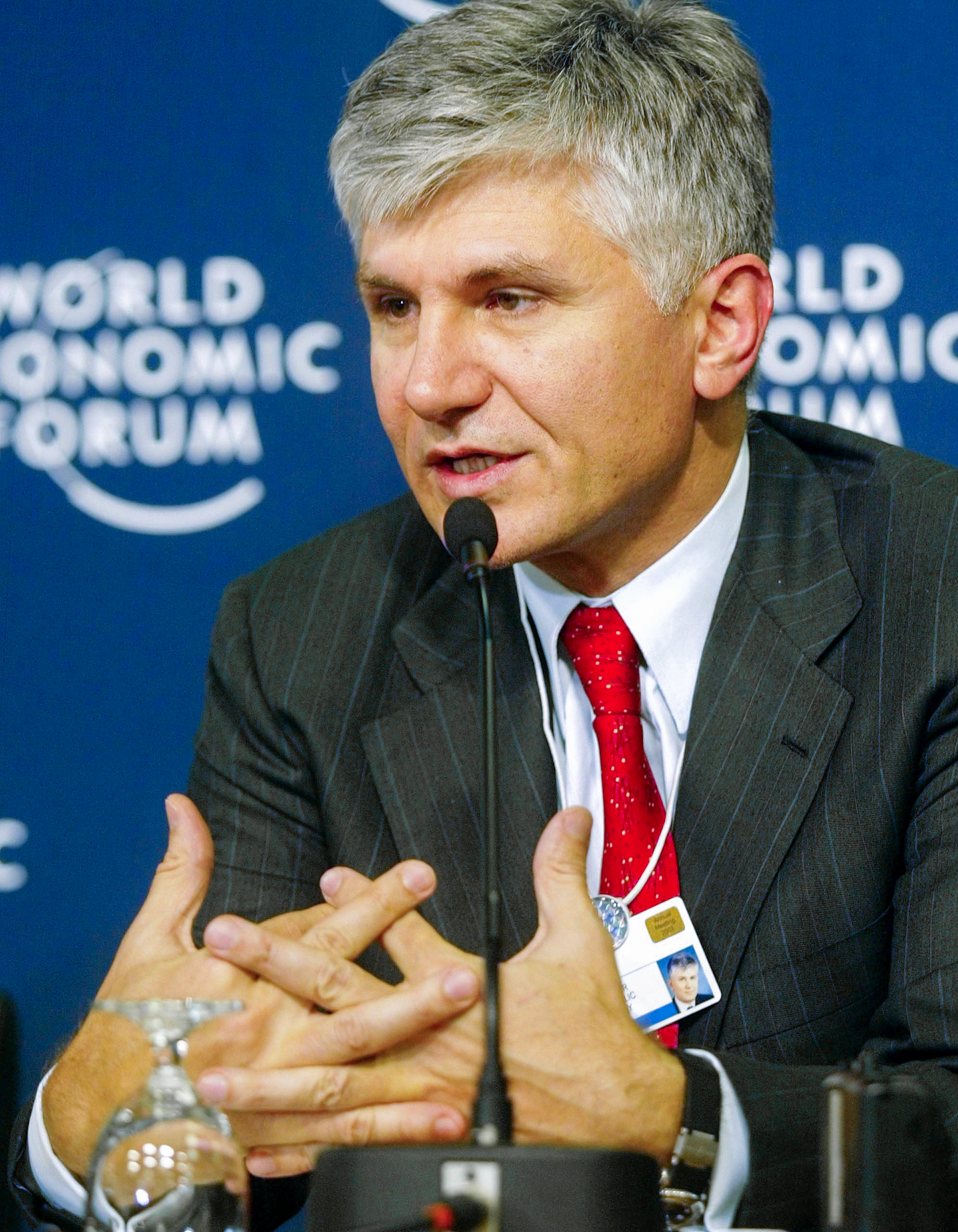
Zoran Đinđić 2003-ban Davosban

A rendszerváltást követően Jugoszlávia lassú szétesése bonyolította a kapcsolatokat. Szerbia – mint önálló állam – 2006-ban jött létre – lényegében utolsó jogutódjaként az egykori Jugoszláviának -, addig bár az ország többféle formációban és néven működött, a Jugoszlávia elnevezés érvényben volt. Az Antall-kormány a Szerbiával (Jugoszláviával) kapcsolatos külpolitikáját az alábbi három szempont alapján építette fel: az euroatlanti integráció, a baráti együttműködésen alapuló szomszédságpolitika és a határon túli magyarság érdekvédelmét ellátó nemzetpolitika. Ez a három tétel az elkövetkező valamennyi kormány politikájában megfigyelhető volt oly módon, hogy a hangsúlyok hol az egyik, hol a másik szempontra helyeződtek. 1990-ben kölcsönös külügyminiszteri látogatások történtek: júniusban Jeszenszky Géza a Vajdaságba és Belgrádba, októberben Alexandar Prlja Budapestre és Szentendrére látogatott. Jugoszlávia lassú szétesése és a délszláv háború azonban a kapcsolatokat jelentősen rontotta. A koszovói háború 1998-ban kezdődött, Magyarország pedig, mint NATO-tag jelölt (1999 márciusában lettünk tagjai a szervezetnek) különösen nehéz és kényes helyzetbe került. A NATO kérése a tervezett, Szerbia elleni bombázásokhoz szükséges légtérhasználat volt, Magyarország ugyanakkor joggal aggódott a Vajdaságban élő magyarság miatt. A NATO végül megkapta a parlamenti jóváhagyást a légtér, és a taszári légibázis használatához. Kasza József vajdasági magyar politikus ugyanakkor rendszeresen bírálta Budapestet a támadásokban nyújtott segítségért, különösen, miután 1999 áprilisában egy eltévedt bomba Szabadka civilek lakta részén robbant fel. Magyarország 1999-ben elindította az úgynevezett szegedi folyamatot, ami a Slobodan Milošević-csel szemben álló szerbiai demokratikus erők felkészítését segítette egy, a jugoszláv államfőtől független települési kormányzásra. 2001-ben Zoran Đinđić lett Szerbia államfője, akit Orbán Viktor miniszterelnök személyesen keresett fel novemberben Belgrádban. Đinđić ígéretet tett a vajdasági autonóm hatáskörök visszaadására, Magyarország pedig Jugoszlávia euroatlanti és uniós integrációját támogatta. 2001 augusztusában megnyílt Magyarország szabadkai főkonzulátusa. 2003-ban Đinđićet meggyilkolták, későbbi utóda Zoran Živković lett. 2004-re azonban megszaporodtak a magyarok elleni támadások a Vajdaságban, amire Magyarország a diplomácia eszköztárába tartozó válaszokat adott, így az Európai Parlament frakciói  határozati javaslatot fogadott el az atrocitások ellen. Magyarország 2008-ban elismerte Koszovó függetlenségét, mire Szerbia visszarendelte nagykövetét, és a két ország viszonya ismét mélypontra jutott. 2013. június 26-án Áder János magyar és Tomislav Nikolić szerb államfő közösen koszorúzták meg a Csúrogon elhelyezett, a második világháború magyar és a szerb polgári áldozatainak emlékműveit, majd Áder a szkupstinában (a szerb nemzetgyűlésben) tartott beszédében elítélte a magyarok által a második világháborúban a Vajdaságban elkövetett bűncselekményeket, és bocsánatot kért e tettekért. Egy évvel később, 2014 november 2-án a szerb kormány bejelentette: kikerült a kollektív bűnösség elve a szerb jogrendből, így megszűnt az a 70 évvel korábban hozott rendelet is, ami három magyarlakta település (Csúrog, Zsablya és Mozsor) lakosainak bűnösségét emelte jogszabályi rangba.
A tömeges bevándorlás okozta válsághelyzet miatt a déli irányból érkezőkkel szembeni védekezésül Magyarország 2015-ben 175 kilométer hosszan négy méter magas kerítést épített a szerb határ teljes hosszában.

## Gazdasági kapcsolatok
Szerbia Magyarország számára a külkereskedelem volumenét tekintve a 19. partner, ugyanakkor a Nyugat-balkáni régióban a meghatározó fontosságú állam. A két ország közti áruforgalom a válság miatti megtorpanást leszámítva állandóan nő, és jelentős magyar többletet mutat. 2014-ben a magyar export 1,5 százaléka, az import 0,6 százaléka áramlott ebben a relációban, míg a szerb  import 4,76 százaléka érkezett Magyarországról.
2016-ban Magyarország vajdasági gazdaságfejlesztési programot hirdetett szerbiai magyar vállalkozások támogatására, melyre kezdetben 50 milliárd forintot szánt, később azonban emelték a keretösszeget. Ugyanakkor egy másik stratégia alapján azok a magyarországi vállalatok is igényelhetnek támogatást, amelyek Szerbiában kívánnak befektetni. Ennek összege 2018-ban 10 milliárd forint volt.
A két ország között a kettős adóztatás elkerüléséről és a beruházások ösztönzéséről, illetve védelméről szóló egyezmény (2001), valamint egy gazdasági együttműködési megállapodás (2015) van érvényben. A Magyar Kereskedelmi és Iparkamara Nyugat-balkáni tagozata 2012-ben alakult.

## Kulturális kapcsolatok
1826-ban alakult a Matica Srpska a magyarországi szerbség legjelentősebb kulturális és tudományos szervezete. Tíz évvel később hozták létre Tökölyanum néven a szerb oktatási központot, mely 1952-es államosításáig működött, majd 1996-ban kapta vissza a szerb közösség. Budapesten működik a Magyarországi Szerb Kulturális és Dokumentációs Központ.
Magyarország – bár már 1940 óta tervezte – csak 2014-ben nyitotta meg a belgrádi Collegium Hungaricumot, vagyis a szerbiai magyar kulturális centrumot.